# Antiparallel (biochemie)

Antiparallel lopende β-sheet-strengen. R staat voor de zijketen van het aminozuur.

In de biochemie worden twee biopolymeren of andere molecuulstructuren antiparallel genoemd wanneer ze evenwijdig tegenover elkaar liggen, maar elk in tegengestelde richting lopen. Een bekend voorbeeld zijn de twee complementaire DNA-ketens, die in een onderling tegengestelde richting om elkaar heen draaien. Een antiparallele ligging van de twee nucleotideketens is essentieel om basenparing mogelijk te maken. Een antiparallele uitlijning komt ook voor in eiwitketens, bijvoorbeeld in de bèta-plaatstructuur.